# Фогу (природный парк)
Природный парк Фогу (порт. Parque Natural do Fogo) — природный парк в Республике Кабо-Верде, расположенный на острове Фогу.

## История
Парк был создан 24 февраля 2003 года на основании закона №3 (порт. decreto-lei n.º 3/2003 de 24 de Fevereiro).

## Описание
Находится на острове Фогу архипелага Подветренные острова в южной части Кабо-Верде.
Площадь охраняемой территории 8468,5 га.
Парк расположен на стыке трёх муниципалитетов (Санта-Катарина — 50%, Моштейруш — 28%, Сан-Филипе — 22%).
На территории парка находится активный действующий стратовулкан Фогу высотой 2829 м — высочайшая горная вершина страны.
В вулканической кальдере диаметром 9 км располагается небольшой посёлок Шан-даш-Калдейраш (порт. Chã das Caldeiras), насчитывающий около 1010 жителей, занятых в сельском хозяйстве, рыболовстве и обслуживании туристов.

## Флора и фауна
Значительная часть территории парка находится в засушливой зоне. Среди произрастающих здесь растений насчитывается 5 видов локальных эндемиков: Echium vulcanorum, Tornabenea bischofii, Erysimum caboverdeanum, Verbascum cystolithiucum, Diplotaxis gracilis.
В парке гнездятся редкие виды птиц, в том числе короткопёрая камышовка (Acrocephalus brevipennis) и зеленомысский мягкоперый тайфунник (Pterodroma feae).